# بکتاش سیاوش
بکتاش سیاوش (زاده ۱۳۶۲ ولایت کاپیسا) خبرنگار و سیاستمدار اهل افغانستان است. وی نماینده دوره شانزدهم مجلس نمایندگان بود. بکتاش سیاووش مشاور ارشد سیاسی رئیس مجلس نمایندگان افغانستان بود.

## زندگی‌نامه
بکتاش سیاوش زاده ۱۳۶۲ در قریه عزت خیل حصه اول کوهستان ولایت کاپیسا می‌باشد. تحصیلات متوسطه خود را در سال ۱۳۸۲ از لیسه عالی عبدالهادی داوی به پایان رسانید. از سال ۱۳۸۱ کار خبرنگاری را ابتدا با نشریه نونهالان شروع کرد و مدتی نیز با تلویزیون طلوع همکاری کرد. وی از سال ۱۳۸۶ تعلیمات خبرنگاری خود را به صورت آنلاین و حضوری در بریتانیا، سریلانکا و پاکستان دید.

## دیگر فعالیت‌ها
دیگر فعالیت‌های ایشان:
- فعالیت خبرنگاری و همکاری با نشریه‌های طلوع افغان، وطن‌دار و ارمغان ملی
- کار با تلویزیون طلوع.